# Castillo del Boi (Vistabella del Maestrazgo)
El castillo de Boi se encuentra al término municipal de Vistabella del Maestrazgo, en la Provincia de Castellón, en la Comunidad Valenciana (España), en un promontorio de la Sierra del Boi, a una altitud de 1200 metros.

## Historia
La zona de Vistabella del Maestrazgo estuvo habitada, según ponen de manifiestos los restos arqueológicos hallados en la misma, desde la Edad de Bronce (1500-1000 a. C.). Pese a ello, el núcleo poblacional empezó a tener importancia mucho más tarde, en la Edad Media, cuando el castillo de Boi fue uno de los integrantes de la “Tinença o Setena de Culla”, que pertenecía a Blasco de Alagón desde 1253.
Existen muchos y diversos documentos en los que aparece nombrado el Castillo de Boi, por ejemplo en la Carta Puebla de Vistabella, datada en 1251, en concreto del 3 de abril del mencionado año.
Finalmente, el 11 de mayo de 1303, el castillo pasa a manos Berenguer Cardona, Maestre del Temple, al venderle Guillermo de Anglesola el castillo de Culla con sus castillos de Boi y Vistabella, quien por su parte los había heredado de sus ascendientes. Más tarde del Temple pasa a la Orden de Montesa.
Dada su posición, en una zona en la que tan solo existía una pequeña alquería homónima, que en el año 1320 contaba con 20 casas, hace pensar que su finalidad era de índole estrictamente militar, ya que se situaba en el camino que unía el norte del territorio del río Montlleó con Culla.

## El castillo
El castillo se encuentra en la cumbre de una montaña de la Sierra del Boi, a 1 120 metros de altitud, su localización permite catalogarlo como castillo roquero. Se dispone a lo largo de una plataforma natural con una elevación central que se aprovechó para la construcción del recinto fortificado superior. Actualmente sólo quedan restos de las murallas y de dos torres (de planta cuadrada), que permiten suponer la existencia de entre tres y cuatro torres elevadas, que se fundían con las rocas del precipicio sobre el que se construyeron.
Se han encontrado cimientos de algunas viviendas y habitaciones, de planta cuadrangular en la parte sur del castillo, donde también se han localizado restos arqueológicos de cerámica de las Edades del Bronce y Medieval.

## La ermita
A los pies de la colina sobre la que se elevan los restos del castillo de Boi, a unos cuatro quilómetros aproximadamente se puede localizar el Ermitorio de San Bartolomé, que está catalogado como Bien de Relevancia Local, que además entre dentro del entorno de protección del Castillo de Boi.